# فلاندر غربی
استان فلاندر غربی (به فرانسوی: Flandre-Occidentale) در فلاندر در کشور بلژیک واقع شده‌است.

## نگارخانه

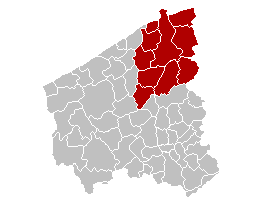
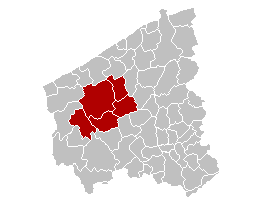
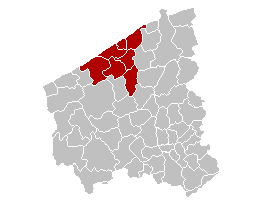
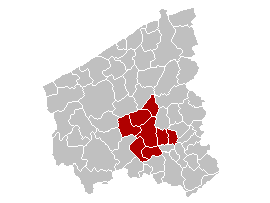
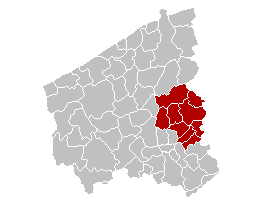
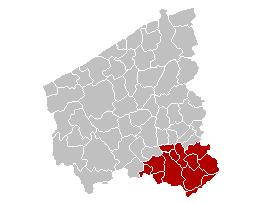
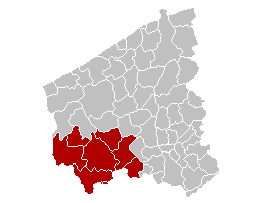
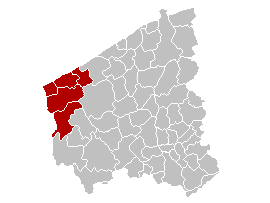